# Clement Cazalet
Clement Cazalet (n. 16 iulie 1869, Greater London, Anglia, Regatul Unit al Marii Britanii și Irlandei – d. 23 martie 1950, Middlesex, Anglia, Regatul Unit) a fost un jucător de tenis britanic, medaliat olimpic. A participat la o ediție a Jocurilor Olimpice (1908) în care a câștigat o medalie de bronz.

## Participări
Lista de mai jos prezintă principalele competiții la care a participat Clement Cazalet de-a lungul carierei.
- tennis at the 1908 Summer Olympics – men's doubles[*]